# Minkar (stjärna)
Minkar eller Epsilon Corvi (ε Corvi, förkortat Epsilon Crv, ε Crv) som är stjärnans Bayerbeteckning, är en ensam stjärna belägen i den sydvästra delen av stjärnbilden Korpen. Den har en skenbar magnitud på 3,02 och är synlig för blotta ögat där ljusföroreningar ej förekommer. Baserat på parallaxmätning inom Hipparcosuppdraget på ca 10,3 mas, beräknas den befinna sig på ett avstånd på ca 318 ljusår (ca 97 parsek) från solen.

## Nomenklatur
Epsilon Corvi  har det traditionella namnet Minkar, som kommer från arabiska منقار, minqar, med betydelsen "näbb".

## Egenskaper
Epsilon Corvi är en orange till röd jättestjärna av spektralklass K2 III, som har förbrukat förrådet av väte i dess kärna och utvecklats bort från huvudserien. Den har en massa som är ca 3,2 gånger större än solens massa. Den med interferometri uppmätta vinkeldiametern är ungefär 4,99 mas, vilken, vid stjärnans uppskattade avstånd, motsvarar en radie på ca 52 gånger solens radie. Dess yttre sikt har en effektiv temperatur på ca 4 300 K.